# Alluaudina bellyi
Alluaudina bellyi är en ormart som beskrevs av Mocquard 1894. Alluaudina bellyi ingår i släktet Alluaudina och familjen snokar. IUCN kategoriserar arten globalt som livskraftig. Inga underarter finns listade i Catalogue of Life.
Arten förekommer på Madagaskar. Honor lägger ägg.